# Eden (2024)
Eden é um thriller de sobrevivência americano dirigido por Ron Howard e escrito por Noah Pink. Ela é estrelado por Ana de Armas, Vanessa Kirby, Sydney Sweeney, Jude Law, Daniel Brühl, Felix Kammerer, Toby Wallace e Richard Roxburgh.

## Sinopse
Um grupo determinado de almas desapegadas dos luxos da sociedade embarca em uma jornada rumo às distantes Ilhas Galápagos, impulsionado pela busca incansável pela verdadeira essência da existência e pelo significado mais profundo da vida.

## Elenco
- Ana de Armas
- Jude Law
- Vanessa Kirby
- Daniel Brühl
- Sydney Sweeney
- Richard Roxburgh
- Felix Kammerer
- Toby Wallace
- Paul Gleeson
- Ignacio Gasparini

## Produção

### Escolha do elenco
Foi anunciado em outubro de 2022 que Ron Howard dirigiria o filme, e ele havia começado o processo de elenco e localização. O filme deveria ter o título Origin of Species na época. Em maio de 2023, Ana de Armas, Jude Law, Alicia Vikander e Daniel Brühl foram escolhidos, com Daisy Edgar-Jones em negociações. O casting foi permitido continuar durante a greve SAG-AFTRA de 2023 após garantir um acordo provisório com o gremio. Em novembro, o filme foi retitulado para Eden, com Vanessa Kirby e Sydney Sweeney adicionados ao elenco para substituir Vikander e Edgar-Jones, respectivamente, e Hans Zimmer foi definido para compor a partitura. Edgar-Jones foi forçada a sair como resultado da greve SAG-AFTRA, pois precisava manter seu compromisso com Twisters, que teve que parar a produção como resultado da grávida. Em dezembro de 2023, foi anunciado que Richard Roxburgh, Felix Kammerer, Toby Wallace, Paul Gleeson e Ignacio Gasparini se juntaram ao elenco.

### Filmagens
Esperava-se que as filmagens começassem em novembro de 2023, com a produção acontecendo em Queensland, Austrália, e uma pequena unidade filmando nas Ilhas Galápagos. As filmagens começaram em 27 de novembro de 2023 na Costa do Ouro da Austrália.